# Josef Straßberger
Josef Straßberger (Kolbermoor, 20 agosto 1894 – Monaco di Baviera, 10 ottobre 1950) è stato un sollevatore tedesco.
È stato campione olimpico a Amsterdam 1928 nei pesi massimi (oltre 82,5 kg.), campione mondiale a Vienna 1920  nei pesi massimi leggeri (fino a 82,5 kg.) e campione europeo a Vienna 1929 nei pesi massimi (oltre 82,5 kg.).